# Долбешкин, Пётр Лукич
Пётр Лукич Долбешкин (1912-1943) — Гвардии капитан Рабоче-крестьянской Красной Армии, участник Великой Отечественной войны, Герой Советского Союза (1943).

## Биография
Родился 8 октября 1912 года в деревне Павловичи (ныне — Витебский район Витебской области Белоруссии) в крестьянской семье. Окончил семь классов школы и Витебский финансово-экономический техникум, после чего работал бухгалтером. В 1934 году Долбёшкин был призван на службу в Рабоче-крестьянскую Красную Армию. В 1937 году он окончил Сумское артиллерийское училище. С 1941 года — на фронтах Великой Отечественной войны. Принимал участие в боях на Калининском, Брянском и Воронежском фронтах. К сентябрю 1943 года гвардии капитан Пётр Долбёшкин командовал дивизионом 272-го гвардейского миномётного полка 6-го гвардейского танкового корпуса 3-й танковой армии Воронежского фронта. Отличился во время битвы за Днепр.
22 сентября 1943 года Долбешкин со своим дивизионом переправился на подручных средствах через Днепр в районе села Григоровка Каневского района Черкасской области Украинской ССР. На своих руках перенеся миномёты и снаряды к ним, бойцы дивизиона отбили большое количество контратак противника. 29 сентября, когда группа войск противника прорвала советскую оборону, дивизион миномётным и автоматным огнём уничтожил её. 3 октября 1943 года Долбешкин погиб в бою за село Григоровка. Похоронен в селе Ташань Переяслав-Хмельницкого района Киевской области Украины.
Указом Президиума Верховного Совета СССР от 17 ноября 1943 года за «образцовое выполнение боевых заданий командования на фронте борьбы с немецкими захватчиками и проявленные при этом мужество и героизм» гвардии капитан Пётр Долбешкин посмертно был удостоен высокого звания Героя Советского Союза. Также был награждён орденами Ленина и Красной Звезды.